# Frank Rühle
Frank Rühle (født 5. marts 1944 i Dohna) er en tysk tidligere roer, dobbelt olympisk guldvinder og dobbelt verdensmester.

## Karriere

### Roning
Rühle var en del af en stærk firer uden styrmand fra SC Einheit Dresden, der i en årrække var ubesejret på den internationale roscene. Sammen med Dieter Schubert, Frank Forberger og Dieter Grahn vandt han sin første internationale titel for DDR i 1966, da det blev til VM-guld, hvilket blev fulgt op med EM-guld året efter.
Deres første OL var i 1968 i Mexico City, hvor de var storfavoritter. De vandt ikke overraskende deres indledende heat, og i finalen var de næsten to et halvt sekund foran nærmeste konkurrenter, som var Ungarn, mens Italien vandt bronze. Ved disse lege var Schubert den østtyske flagbærer ved afslutningsceremonien.
De blev derpå verdensmestre i 1970 og europamestre i 1971.
Ved OL 1972 var de igen store favoritter. De vandt da også deres indledende heat, selv om de ikke havde hurtigste tid, og i semifinalen blev de besejret af New Zealand. I finalen satte de dog streg under deres klasse og vandt endnu en guldmedalje, mens New Zealand sikrede sig sølvet og Vesttyskland bronzen.
Derudover vandt Dresden-fireren seks østtyske mesterskaber (1965-1968 og 1970-1971), og Rühle blev desuden østtysk mester i otter i 1968.

### Øvrig sport
Rühle spillede håndbold som ung, inden han satsede på roning.

### Videre karriere
Han studerede idræt ved DHfK Leipzig og blev senere forbundstræner for det østtyske roforbund. Efter den tyske genforening blev han ikke ansat i det tyske roforbund, og i stedet blev han ejer af en fabrik, der fremstillede sportsbeklædning.

## OL-medaljer
- 1968:  Guld i firer uden styrmand
- 1972:  Guld i firer uden styrmand